# Meurtre de Suzanne Bombardier
 (février 2025).
Suzanne Arlene « Suzie » Bombardier (née le 14 mars 1966 et morte le 22 juin 1980) était une adolescente américaine qui a été kidnappée, violée et poignardée à mort le 22 juin 1980. Le 27 juin, son corps a été retrouvé par un pêcheur, flottant dans la rivière San Joaquin à l'est d'Antioch en Californie à près de 100 km à l'est de San Francisco. Le 11 décembre 2017, après un profilage ADN approfondi, Mitchell Lynn Bacom, un délinquant sexuel condamné de 63 ans, a été arrêté comme principal suspect. Il a été accusé et reconnu coupable d'enlèvement, de viol, de copulation orale, de meurtre et de meurtre avec utilisation d'une arme mortelle. Il s'agit de l'affaire de meurtre non résolue la plus ancienne d'Antioche. Au moment du meurtre de Suzanne Bombardier, Bacom était connu de sa famille.
Elle a été kidnappée dans la maison de sa sœur à Antioch alors qu'elle gardait ses nièces. Sa sœur, Stephanie Mullen, est arrivée à la maison à 16h00 et a constaté que Suzanne avait disparu. Le père de Suzanne Bombardier, Ted, a déclaré qu'elle devait connaître son meurtrier car il n'y avait pas eu d'effraction. Elle a été violée, poignardée à la poitrine et son cœur a été perforé.

## Contexte
Suzanne Bombardier, 14 ans, était une élève exemplaire du collège d'Antioch au moment de son homicide. Elle appartenait également à la California Junior Scholastic Federation. Elle a été enterrée au cimetière Queen of Heaven à Lafayette. Jennifer Kathleen Gibbons a découvert sa tombe en 2014 et a commencé à bloguer sur cette affaire non résolue,,.

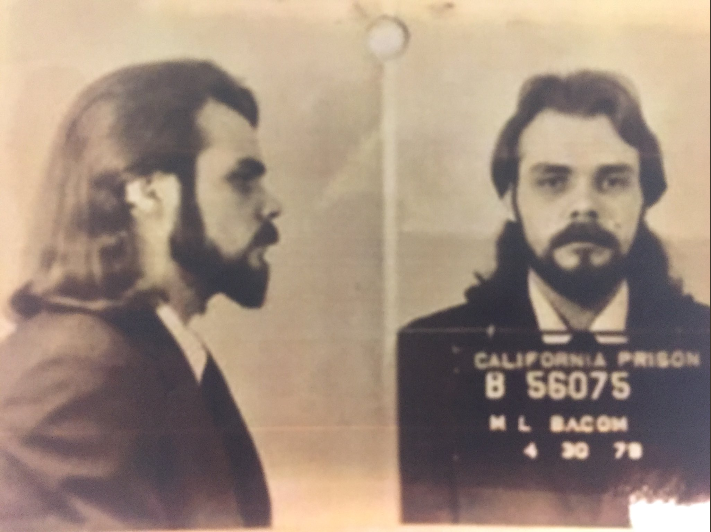
Photo d'identité judiciaire de Bacom (1974)

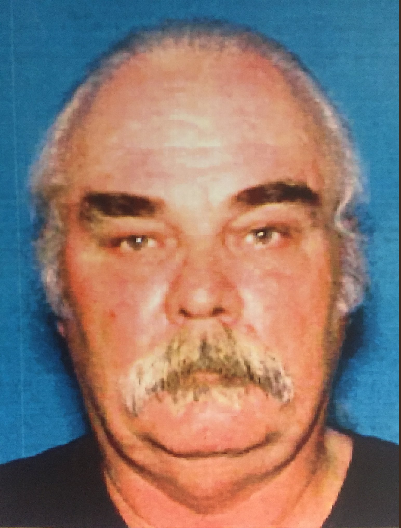
Photo du permis de conduire californien de Bacom

En 2015, des échantillons d'ADN provenant de l'affaire Suzanne Bombardier ont été envoyés au laboratoire médico-légal du bureau du shérif du comté de San Mateo pour qu'ils créent un profil ADN. Début 2017, grâce aux progrès réalisés dans la technologie d’analyse de l’ADN, la police d’Antioch a été informée qu’une correspondance CODIS avait été établie, permettant d’identifier provisoirement Bacom comme l’auteur du crime. Après des tests supplémentaires, lorsque les échantillons ont été définitivement liés à Bacom grâce à une base de données ADN fédérale, il a été placé en détention,.

## Auteur
Mitchell Lynn Bacom (né le 21 mars 1954), originaire de Knightsen en Californie, était un suspect dans l'affaire depuis longtemps. En 2017, après avoir lié Bacom au meurtre de Suzanne Bombardier, les autorités ont annoncé leur intention de tenter de faire correspondre l'ADN de Bacom à d'autres affaires non résolues.
En 1973, Bacom a été jugé pour plusieurs crimes, reconnu coupable et condamné jusqu’à la perpétuité. En 1981, il a été reconnu coupable de plusieurs autres crimes et condamné à 24 ans de prison,,.
Le 15 mars 2022, un jury de Contra Costa a reconnu Bacom coupable du meurtre de Bombardier. Il a été reconnu coupable de meurtre au premier degré, accompagné de circonstances particulières pour la commission du meurtre au cours du cambriolage, de l'enlèvement et du viol.
Bacom a été condamné à la prison à vie sans possibilité de libération conditionnelle le 27 juin 2022. Lors de l'audience de détermination de la peine, les procureurs ont déclaré que Bacom aurait avoué à un ancien compagnon de cellule avoir « violé et découpé » des travailleuses du sexe à travers le pays lorsqu'il était chauffeur de camion.